# Het leven is vurrukkulluk
Het leven is vurrukkulluk is een roman van de Nederlandse schrijver Remco Campert. Het boek werd in 1961 gepubliceerd bij De Bezige Bij en beschrijft een dag uit het leven van verschillende mensen die min of meer met elkaar te maken hebben. In november 2011 werd de titel overgenomen door de jaarlijkse campagne Nederland Leest waarbij de Nederlandse openbare bibliotheken de roman als gratis boek hebben verspreid aan hun leden en scholieren. In 2018 werd het verhaal verfilmd door Frans Weisz.

## Verhaallijn
In het park ontmoeten de jongens Boelie en Mees het vijftienjarige meisje Panda en nemen haar mee voor een ijsje. Panda gaat naar het toilet en praat wat met Rosa, de juffrouw van retirade. Boelie en Mees merken dat ze worden achtervolgd door een oude man en raken geïrriteerd als die bij hen komt zitten. Panda komt terug en ze lopen weg, maar de oude man blijft hen achtervolgen. Terug in het park slaan Boelie en Mees de man neer en Panda berooft hem van zijn geld, een bedrag van tweehonderd gulden. Boelie haast zich vervolgens naar een afspraak met journalist Ernst-Jan Zoon.  Als Mees vervolgens met Panda naar bed gaat wil het allemaal niet lukken met de seks. Mees voelt zich schuldig over de oude man en mijmert over zijn jeugd en zijn latere bestaan als jazzpianist. In zijn gesprek met de journalist heeft ook Boelie het over vroeger en over zijn angst voor eenzaamheid. Ernst-Jan vraagt na het interview of Boelie met hem mee naar huis wil gaan. Hij verdenkt zijn vrouw Etta van overspel. Terwijl Ernst-Jan de radio aanzet om naar het verslag van een voetbalwedstrijd te luisteren, praat Boelie met Etta. De laatste praat over haar ouders, haar vader was een collaborateur in de oorlog en haar moeder een alcoholiste. Ze vertelt dat ze zelf in een concentratiekamp heeft gezeten, maar dat blijkt niet waar te zijn. Dan neemt ze Boelie mee naar het huis van de buren. Boelie probeert haar het bed in te krijgen, maar wordt in zijn poging gestoord door de buren die plotseling thuiskomen. Intussen is de oude man in het park bijgekomen. Hij wordt overeind geholpen door Tjeerd Overbeek, die getuige was van de beroving. Tjeerd neemt de oude man mee naar zijn tante Rosa Overbeek, die als juffrouw van de retirade bij de toiletten in het park werkt. Rosa herkent de oude man als een jeugdvriend en al snel zijn beide oudjes bezig om herinneringen op te halen. Tjeerd gaat op weg naar Boelie en Mees om hen te confronteren met zijn getuigenis van de beroving. In het huis van Boelie en Mees is een feestje aan de gang; Mees heeft van het gestolen geld eten en drank gekocht en een aantal kennissen uitgenodigd. Tjeerd wordt door een dronken feestganger naar binnen gesleurd. Later komen ook Ernst-Jan en Etta langs. Als ze ruzie krijgen, neemt Boelie Etta mee naar zolder en gaat met haar naar bed. Mees ziet een jongeman slechts voorzien van een opengeklapte paraplu uit het zolderraam springen en voelt zich plotseling gelukkig.

## Titel
‘het leven is vurrukkulluk’ zei Panda. 
Zo luidt de openingszin van het boek. Een cynische uitspraak gezien de ontwikkelingen die volgen. De brute beroving van de oude man, het overspel van Etta en de zelfmoordpoging van Mees maken niet echt onderdeel uit van een fijn bestaan. Campert geeft hierbij al aan dat het boek misschien luchtig van toon is,  maar dat de verschillende personages een triest bestaan leiden.

## Motto
Zij zingen, nijgen naar elkaar en kussen, / Geenszins om liefde, maar om de sublieme / Momenten en het sentiment daartussen. Uit: Het tuinfeest van Martinus Nijhoff

## Achtergrond
Campert voert een aantal personages op die verbonden worden door allerlei, ogenschijnlijk van elkaar losstaande, gebeurtenissen. Hij begrenst die gebeurtenissen door alles op één dag te laten afspelen. Begin en eind van het boek lijken om die reden willekeurig. De roman vangt aan met Mees en Boelie die Panda oppikken en eindigt met Mees die iemand uit het raam ziet springen. Hoe Mees en Boelie er toe komen om naar het park te gaan wordt niet duidelijk, terwijl we ook niet te weten komen hoe het met Mees afloopt. Boelie en Mees lijken twee flierefluiters, twee mannen die vrouwen oppikken voor seks. Maar hun donkere kant wordt ook gelijk duidelijk als ze de oude man beroven en van zijn geld een feestje geven. Het feit dat Boelie bij een psychiater loopt geeft te denken. Is hij wel normaal? Boelie lijkt volkomen zonder moraal. Hij berooft de oude man en probeert vervolgens de vrouw van zijn vriend te verleiden. Ook met Mees lijkt het mis. Net als Boelie twijfelt hij over de zin van het bestaan. Maar hij doet net zo hard mee met de beroving en geeft vervolgens een feestje van het gestolen geld. Bij Mees is er wel sprake van een schuldgevoel. Het verhindert zelfs zijn seksuele omgang met Panda. Het object van de gevoelens van Boelie, Etta, is ook niet zonder treurnis. Etta heeft een ongelukkig huwelijk met journalist Ernst-Jan en verwart seks met genegenheid. Haar ongelukkige jeugd heeft ervoor gezorgd dat die genegenheid haar onthouden bleef. Als ze dan ook ruzie krijgt met Ernst-Jan, duikt ze vrijwel gelijk het bed in met Boelie. Wat dat betreft verschilt ze volkomen van Panda. Panda is jong en leeft voor de lol. Ze gaat bij voorkeur naar bed met oudere mannen en zoekt lichtzinnig vermaak. Bij alle personages is er sprake van een gemis, van een leegte. De twijfel aan de zin van het bestaan lijkt iedereen te verenigen in allerlei betekenisloze activiteiten als seks en veel drinken. Het beroven van de oude man, zou tegenwoordig worden betiteld als zinloos geweld. Alles is zinloos, lijkt de auteur te zeggen, dus laten we onze moraal vergeten en doen waar we zin in hebben.

## Kees de jongen
Remco Campert heeft de roman Kees de jongen van Theo Thijssen meerdere malen gelezen. Zijn liefde voor de boeken van Thijssen inspireerde hem ertoe Kees Bakels, de hoofdpersoon uit dit boek uit 1923, ook als personage in zijn eigen boeken op te voeren. In deze roman van Campert uit 1961 is Kees Bakels inmiddels een oude man geworden. Hij wordt bewusteloos in het park gevonden door Tjeerd Overbeek. De tante van Tjeerd is Rosa Overbeek. Lezers van Kees de jongen weten dat Kees als schooljongen verliefd was op Rosa. Overigens fungeert Kees Bakels nog in een andere roman van Campert. In Tjeempie! of Liesje in luiletterland is hij een oudere junk.
2006: Dubbelspel (Frank Martinus Arion) · 2007: De gelukkige klas (Theo Thijssen) · 2008: Twee vrouwen (Harry Mulisch) · 2009: Oeroeg (Hella Haasse) · 2010: De grote zaal (Jacoba van Velde) · 2011: Het leven is vurrukkulluk (Remco Campert) · 2012: De donkere kamer van Damokles (Willem Frederik Hermans) · 2013: Erik of het klein insectenboek (Godfried Bomans) · 2014: Een vlucht regenwulpen (Maarten 't Hart)